# Тляумбетовська сільська рада
Тляумбе́товська сільська рада (рос. Тляумбетовский сельский совет) — муніципальне утворення у складі Кугарчинського району Башкортостану, Росія. Адміністративний центр — присілок Тляумбетово.

## Населення
Населення — 1343 особи (2019, 1657 в 2010, 1721 в 2002).

## Склад
До складу поселення входять такі населені пункти:
| Населений пункт        | Населення, осіб (2002) | Населення, осіб (2010) |
| ---------------------- | ---------------------- | ---------------------- |
| Азнагулово, присілок   | 221                    | 180                    |
| Бекечево, присілок     | 313                    | 299                    |
| Даут-Каюпово, присілок | 187                    | 141                    |
| Прогрес, хутір         | 7                      | 11                     |
| Таваканово, присілок   | 467                    | 581                    |
| Тляумбетово, присілок  | 460                    | 384                    |
| Чернігівський, хутір   | 66                     | 61                     |